# Долна Бургундия
Кралството Долна Бургундия или Долна Бургундия (Cisjurania) и Прованс (на френски: Basse Bourgogne; Cisjurania Burgundia) е историческо кралство в днешна июгоизточна Франция. Образовано е през 879 г. след разпадането на Франкската империя на Карл Велики и просъществува до 933 г., когато е било обединено с Горна Бургундия във второто Кралство Бургундия (Арелат).
Главен център на Долна Бургундия e Прованс и често се нарича кралство Прованс (лат. Regnum Provinciae).

## Истрория
Император Лотар I разделя своето Средно-Франкско кралство
през септември 855 г. според Прюмския договор между своите три сина Лотар II, Карл и Лудвиг II на: Кралство Лотарингия (Фризия, Нидерландия и Райнланд) на север, Бургундия и Прованс в югозапад и Италия в югоизток.
През 863 г. се образуват Западно-франкско кралство и Източно франкско кралство.
През 877 г. умира Карл II Плешиви (Западно-франкско кралство). Неговият син Лудвиг II Заекващия, не може да попречи на направилия се самостоятелен същата година бургундски благородник, Граф Бозон от Виен. Бозон се прокламира 880 г. с помощта на Папа Йоан VIII и по настояване на своята съпруга Ирменгарда, дъщеря на Лудвиг II от Италия, на едно заседание на „големите“ в Мантала (Montaille при Виен) за крал на Бургундия и Провенс. Така той основава кралството Долна Бургундия, което също се нарича цисюранско Бургундско кралство, или по името нанеговатастолица Арл кралство Арелат. Бозон успява да победи новия крал на Източно франкско кралство, Карл Дебели (876 – 887, от 880 също крал на Италия и от 881 император), загубва обаче крайния Североизток на страната си, Вале, Аоста и Савоя.
Наследява го малолетния му син Лудвиг III Слепи заедно с майка му Ирменгарда.

## Списък на кралете на Долна Бургундия (Cisjurania) и Прованс
- 855 – 863: Карл, крал на Прованс
- 863 – 875: Лудвиг II, император на Свещената Римска империя
- 875 – 877: Карл II Плешиви, император на Св. Римска империя
- 877 – 879: Лудвиг II Заекващия, крал на Западнофранкското кралство
- 879 – 887: Бозон Виенски, крал на Долна Бургундия
- 887 – 928: Лудвиг III Слепи, крал на Долна Бургундия, император на Св. Римска империя
- 928 – 933: Хуго от Арл, крал на Долна Бургундия, крал на Италия
- 933 – 937: Рудолф II, крал на Горна и Долна Бургундия
- 937 – 993: Конрад I, крал на Арелат-Бургундия
- 993 – 1032: Рудолф III, крал на Арелат-Бургундия.
- 1034: Обединение с Горна Бургундия, влизане на Бургундия в състава на Свещената Римска империя.